# Aletta lineoligera
Aletta lineoligera är en insektsart som beskrevs av Carl Stål 1855. Aletta lineoligera ingår i släktet Aletta och familjen dvärgstritar. Inga underarter finns listade i Catalogue of Life.